# 강다희
강다희는 대한민국의 배우이다.

## 출연작

### 드라마
- 2018년 OCN 월화 미니시리즈  《그남자 오수》
- 2018년 JTBC 월화 미니시리즈 《미스 함무라비》
- 2018년 tvN 월화 미니시리즈  《백일의 낭군님》
- 2018년 tvN 월화 미니시리즈  《계룡선녀전》
- 2019년 JTBC 월화 미니시리즈 《으라차차 와이키키 2》
- 2024년 Netflix 오리지널 드라마 《기생수: 더 그레이》 - 다이아나 역

### 뮤지컬
- 2010년 뮤지컬 《배달 왔습니다》
- 2010~2012년 뮤지컬 《언제는 행복하지 않은 순간이 있었나요?》
- 2011년 뮤지컬 《배달 왔습니다》(부산공연)
- 2011년~2012년 뮤지컬 《배달 왔습니다》 (부산공연)
- 2012년 뮤지컬 《배달 왔습니다》 (부산공연)
- 2013년~2014년 뮤지컬 《배달 왔습니다》
- 2014년 뮤지컬 《스틸》
- 2017년 뮤지컬 《위티 크리스마스》
- 2017년 뮤지컬 《배달 왔습니다》
- 2021년 뮤지컬 《늦은 봄날》
- 2021년 뮤지컬 《언제는 행복하지 않은 순간이 있었나요?》
- 2022년 뮤지컬 《언제는 행복하지 않은 순간이 있었나요?》
- 2022년 뮤지컬 《런던 레코드》
- 2022년 뮤지컬 《런던 레코드》
- 2022년 뮤지컬 《늦은 봄날》
- 2023년 뮤지컬 《언제는 행복하지 않은 순간이 있었나요?》
- 2023년 뮤지컬 《언제는 행복하지 않은 순간이 있었나요?》
- 2023년 뮤지컬 《런던 레코드》
- 2023년 뮤지컬 《언제는 행복하지 않은 순간이 있었나요?》
- 2023년 뮤지컬 《런던 레코드》 (부산공연)

### 앨범
- 2015년 언니 《어부바 A BU BA》
- 2016년 한다희 《두근두근》
- 2017년 한다희 《어쩌면 좋아》
- 2018년 한다희 《Secret Diary》
- 2019년 한다희 《가슴이 울려》
- 2020년 한다희 《Rollin'》

### 곡
- 2015년 《어부바 A BU BA》(inst.)
- 2015년 《어부바 A BU BA》
- 2016년 《두근두근》
- 2016년 《두근두근》(inst.)
- 2017년 《그대를 사랑해》(뮤지컬 ‘언제는 행복하지 않은 순간이 있었나요?’OST)
- 2017년 《그렇고 그런 사이》(뮤지컬 ‘스틸’ OST)
- 2017년 《동화같은 엔딩》(뮤지컬 ‘스틸’ OST)
- 2017년 《본격적으로》(뮤지컬 ‘스틸’ OST)
- 2017년 《나 미쳤다》(뮤지컬 ‘스틸’ OST)
- 2017년 《어쩌면 좋아》(inst.)
- 2018년 《솜사탕》(inst.)
- 2018년 《솜사탕》(Feat : 김강진)
- 2018년 《My Secret》(inst.)
- 2018년 《스토킹》(inst.)
- 2018년 《My Heart》(inst.)
- 2019년 《가슴이 울려》
- 2019년 《가슴이 울려》(inst.)
- 2020년 《Rollin'》(inst.)
- 2020년 《Rollin'》